# Hydraena wencke
Hydraena wencke es una especie de escarabajo del género Hydraena, familia Hydraenidae. Fue descrita científicamente por Skale & Jäch en 2009.
Esta especie se encuentra en Nepal.